# Hero i Leander

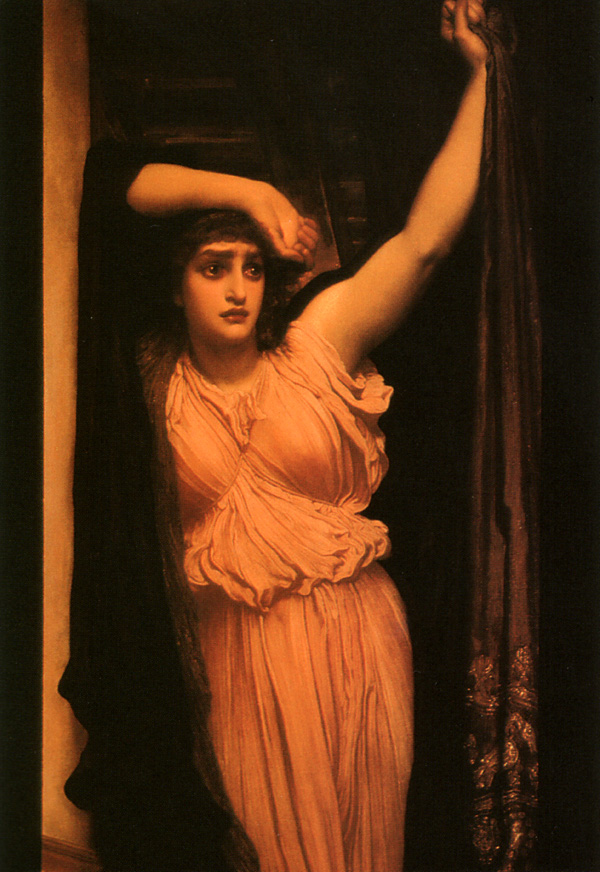
Ostatnie oczekiwanie Hero, Frederic Leighton

Hero i Leander – tragiczni kochankowie w mitologii greckiej. Hero była kapłanką bogini Afrodyty w Sestos nad cieśniną Hellespont. Leander mieszkał w Abydos na przeciwległym, azjatyckim brzegu cieśniny.

## Mit
Młodzi poznali się podczas Adoniów odprawianych w Sestos nad cieśniną Hellespont. Zakochali się w sobie, Hero jednak była poświęcona przez rodziców Afrodycie i nie mogła poślubić Leandra. By utrzymać związek w tajemnicy, uzgodnili, że Leander będzie przypływał wpław do ukochanej każdej nocy wiedziony światłem lampki, którą Hero wieszała w oknie swojej izby, znajdującej się na wieży. Gdy nadchodził ranek, kochanek wracał do Abydos. Pewnej burzowej nocy lampka zgasła i Leander straciwszy orientację utonął w morzu. Kiedy rankiem Hero zobaczyła zwłoki ukochanego wyrzucone na brzeg Sestos, odebrała sobie życie skacząc ze swojej wieży.

## Hero i Leander w kulturze
Na przełomie IV i V wieku Muzajos stworzył poemat w 340 heksametrach zatytułowany Hero i Leander. W 1541 Clément Marot napisał francuską wersję tego poematu. Polska wersja powstała w 1572 za sprawą Jana Walentego Jakubowskiego. Natomiast autorem angielskiej wersji z 1598 był Christopher Marlowe. Mit Leandra i Hero był w Polsce na tyle popularny, że wspomniał go m.in. Sebastian Fabian Klonowic w wydanym w 1595 r. poemacie Flis, to jest Spuszczanie statków Wisłą i inszymi rzekami do niej przypadającymi.
W 1693 Alessandro Scarlatti napisał operę Leander. W 1808 Friedrich Schiller stworzył wiersz o tytule Hero i Leander. Karol Kurpiński skomponował w 1816 operę o tytule Hero i Leander. Alfred Tennyson napisał w 1830 wiersz zatytułowany Hero to Leander. W 1831 za sprawą Franza Grillparzera powstała sztuka Gra uczuć i fal morskich, która przedstawiała temat tragicznych kochanków, a w 1880 Frederick Leighton namalował obraz Ostatnie oczekiwanie Hero przedstawiającą Hero oczekującą na ukochanego w tragiczną noc. W 1881 za sprawą Dantego Gabriela Rossettiego powstał wiersz Lampa Hero. W roku 1884 Alfredo Catalani, kompozytor włoski, napisał poemat symfoniczny Hero i Leander (Ero e Leandro), który został po raz pierwszy wykonany 9 maja 1885 w Teatro alla Scala w Mediolanie.